# بيراستيغي
بلدية بيراستيغي (بالإسبانية: Berástegui) هي بلدية تقع في مقاطعة غيبوثكوا التابعة لمنطقة إقليم الباسك شمال إسبانيا.

## الديموغرافيا
يبلغ عدد سكان بلدية بيراستيغي 1.061 نسمة عام 2011 (وفقاً للمعهد الوطني للإحصاء الإسباني).
| 932 | 972 | 990 | 995 | 1.003 | 1.033 | 1.061 |